# Hoplitis zuni
Hoplitis zuni là một loài Hymenoptera trong họ Megachilidae. Loài này được Parker mô tả khoa học năm 1977.